# Dagoberto Campos Salas
Dagoberto Campos Salas (Puntarenas, 14 de março de 1966) é um diplomata e prelado costarriquenho da Igreja Católica pertencente ao serviço diplomático da Santa Sé.

## Biografia
Foi ordenado diácono em 3 de dezembro de 1993, em Puntarenas e ordenado sacerdote em 22 de maio de 1994, ambos por Héctor Morera Vega, bispo de Tilarán-Liberia, diocese onde foi incardinado.
É licenciado em Direito Canônico.
Ingressou no serviço diplomático da Santa Sé em 1 de julho de 1999 e trabalhou nas Nunciaturas Apostólicas no Sudão, Chile, Suécia, Turquia e México.
Ele é fluente, além do espanhol nativo, em italiano e inglês.
Em 28 de julho de 2018, o Papa Francisco o nomeou como núncio apostólico na Libéria, atribuindo-lhe a dignidade de arcebispo titular de Forontoniana. Em 17 de agosto seguinte, foi nomeado núncio apostólico para Gâmbia. Foi consagrado em 29 de setembro, na Basílica de São Pedro, por Pietro Parolin, Cardeal Secretário de Estado, coadjuvado por Leonardo Sandri, prefeito da Congregação para as Igrejas Orientais e por Dominique Mamberti, prefeito do Supremo Tribunal da Assinatura Apostólica. Ainda em 2018, em 17 de novembro, foi nomeado núncio apostólico para Serra Leoa.
Em 14 de maio de 2022, foi transferido para a nunciatura apostólica no Panamá.